# 1153

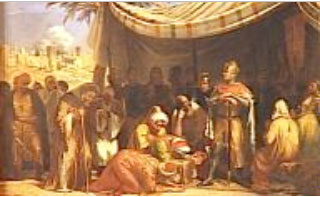
De stad Ascalon geeft zich over aan Boudewijn III

Het jaar 1153 is het 53e jaar in de 12e eeuw volgens de christelijke jaartelling.

## Gebeurtenissen
- Beleg van Ascalon:
  - Januari: Boudewijn III van Jeruzalem begint het beleg van Ascalon, het belangrijkste Egyptische bolwerk tegen zijn rijk
  - 19 augustus: De kruisvaarders veroveren Ascalon.
- De Oghuz nemen Ahmad Sanjar, sultan der Seltsjoeken gevangen en plunderen de steden van Khorasan.
- Januari: Hendrik van Normandië steekt over naar Engeland om de claim die hij via zijn moeder Mathilde op de kroon heeft te gelde te maken
- November: Het Verdrag van Wallingham tussen Stefanus en Willem wordt gesloten. Stefanus blijft koning, maar wijst Willem aan als zijn erfgenaam. Einde van de Anarchie.
- Boudewijn III beslecht de strijd met zijn moeder Melisende in zijn voordeel, en wordt alleen koning van Jeruzalem.
- Het hertogdom Meranië wordt voor het eerst vermeld. Hertog is Koenraad II van Dachau.
- De hoofdstad van de Jin-dynastie wordt verplaatst naar Zhongdu (het huidige Beijing)
- Het huwelijk tussen Frederik Barbarossa en Adelheid van Vohburg wordt ontbonden.
- Wladislaus II van Bohemen trouwt met Judith van Thüringen.
- Het klooster Narthang nabij Shigatse wordt gesticht.
- Kloosterstichtingen: Stolpe
- Voor het eerst vermeld: Sliven

## Opvolging
- Béarn - Peter II opgevolgd door zijn zoon Gaston V
- Boulogne - Eustaas IV opgevolgd door zijn broer Willem I
- Patriarch van Constantinopel - Theodotus II opgevolgd door Neofytus I
- Paus - Eugenius III opgevolgd door Corrado di Suburra als Anastasius IV
- Schotland (27 mei) - David I opgevolgd door zijn kleinzoon Malcolm IV
- Tempeliers (grootmeester) - Bernard de Tremelay opgevolgd door André de Montbard

## Geboren
- 17 augustus - Willem van Poitiers, Engels prins
- Alexios III Angelos, keizer van Byzantium (1195-1203) (jaartal bij benadering)
- Marco Sanudo, Venetiaans kruisvaarder, eerste hertog van Naxos (jaartal bij benadering)
- Willem II, koning van Sicilië (1166-1189) (jaartal bij benadering)

## Overleden
- 24 mei - David I, koning van Schotland (1124-1153)
- 8 juli - Eugenius III, paus (1145-1153)
- 10 of 17 augustus - Eustaas IV, graaf van Boulogne
- 20 augustus - Bernard van Clairvaux (63), Frans kloosterhervormer
- Anna Komnene (~69), Byzantijns prinses en biografe
- Bernard de Tremelay, grootmeester der Tempeliers
- Gampopa (~74), Tibetaans boeddhistisch leraar
- Peter II, burggraaf van Béarn
- Taira na Tadamori, Japans samurai
- Bernard II, graaf van Comminges (jaartal bij benadering)